# Hypsilurus modestus
Hypsilurus modestus — вид ігуаноподібних ящірок родини агамових (Agamidae). Мешкає в Індонезії і Папуа Новій Гвінеї.

## Поширення і екологія
Hypsilurus modestus широко поширені на Нової Гвінеї, а також на сусідніх островах Ару, Кей, Япен, Круду, Лікі-Кумамба, Анір, Танга, Нова Ірландія, Нова Британія і Рамбутьйо. Вони живуть у вологих первинних і вторинних тропічних лісах та в садах. Зустрічаються на висоті до 1000 м над рівнем моря. Ведуть деревний спосіб життя. Живляться комахами і дрібними плодами.